# Elecciones generales de San Eustaquio de 2007
Elecciones generales tuvieron lugar en San Eustaquio el 20 de abril de 2007.  El resultado fue una victoria para el Partido Democrático, cual obtuvo cuatro de los cinco escaños del Consejo de la Isla.

## Resultados
| Partido                                    | Votos | %     | Escaños | +/–   |
| ------------------------------------------ | ----- | ----- | ------- | ----- |
| Partido Democrático                        | 625   | 55,36 | 4       | +1    |
| Partido Laborista Progresivo               | 269   | 23,83 | 1       | –1    |
| Partido de Empoderamiento de San Eustaquio | 211   | 18,69 | 0       | Nuevo |
| Cyril B, Tearr                             | 24    | 2,13  | 0       | 0     |
| Votos en blanco/nulos                      | 19    | –     | –       | –     |
| Total                                      | 1 148 | 100   | 5       | 0     |
| Electores registrados/participación        | 1 517 | 75,68 | –       | –     |
| Fuente: The Daily Herald                   |       |       |         |       |

## Elecciones generales
- Elecciones generales de San Eustaquio de 1999
- Elecciones generales de San Eustaquio de 2007
- Elecciones generales de San Eustaquio de 2011
- Elecciones generales de San Eustaquio de 2015